# Éamon de Valera
Éamon de Valera (pronunție în engleză [ˈeɪmən dɛvəˈlɛrə], nume la naștere George De Valero, n. 14 octombrie 1882, New York City, New York, SUA – d. 29 august 1975, Dublin, Irlanda) a fost un om politic irlandez, unul dintre conducătorii luptei pentru independența națională a Irlandei.

## Biografie
De Valera a fost întemnițat în urma participării la Răscoala de Paști din 1916 și ar fi fost executat dacă nu ar fi avut pașaport american. A fost eliberat în cadrul amnistiei din 1917 și a fost ales în același an președinte al partidului Sinn Féin. De Valera a fost reținut din nou în 1918 pentru activitatea sa în cadrul partidului Sinn Féin, dar a evadat din închisoarea Lincoln și a petrecut doi ani ca luptător de gherilă în Armata Republicană Irlandeză. A fost ales membru al Parlamentului din partea Sinn Féin și a devenit președinte al guvernului independent (Dail Eireann), format de Sinn Féin. De Valera nu a participat la negocierile de la Londra care au condus la Tratatul Anglo-Irlandez din 1921 și a atacat planul semnat de reprezentanții săi de înființare a Statului Liber Irlandez din care șase comitate protestante (Ulster) urmau sa fie excluse. A devenit principalul adversar al lui William Congrave, președintele Consiliului Executiv al Senatului Liber din 1922 până în 1932, și a întemeiat partidul rival Fianna Fáil, în 1926.
A ocupat funcțiile de prim-ministru (1932-1948, 1951-1954, 1957-1959) și de președinte (1959-1973) al Republicii Irlanda.